# Cyphia phyteuma
Cyphia phyteuma är en klockväxtart som först beskrevs av Carl von Linné, och fick sitt nu gällande namn av Carl Ludwig von Willdenow. Cyphia phyteuma ingår i släktet Cyphia, och familjen klockväxter. Inga underarter finns listade i Catalogue of Life.